# Vallhund suédois
Le vallhund suédois (Västgötaspets) ou spitz des Wisigoths est une race de chien de berger originaire de Suède. C'est une race millénaire qui, apportée au Royaume-Uni par les Vikings au Moyen Âge, serait à l'origine de nombreuses races, notamment les Welsh Corgis, le Skye Terrier, le Cairn Terrier, le Glen of Imaal Terrier et le Lancashire Heeler.
Il est présent en France depuis 1988 où il reste rare : il est plus répandu dans les pays nordiques (Suède, Finlande) où il pratique de nombreuses activités : agilité, obéissance, troupeaux, recherche de personnes.	
Leur taille varie de 30 à 35 cm de hauteur  au garrot. Ils ont une fourrure courte et épaisse et une robe gris loup, avec ou sans marques blanches et rousses. Certains västgotaspets ont une queue naturellement raccourcie. 
Sa longévité moyenne est de 14 ans environ[réf. nécessaire].

## Historique

### Ancêtres de la race
Les premières traces connues de son existence ont été trouvées dans les tombeaux de l'ancienne Égypte, sous la forme d'ornements portant un petit chien de type Västgötaspets en fer forgé comme emblème d'une corporation d'artisans. Ce chien, un Teckel primitif, vivait lui aussi en Égypte. Cela jette un peu de lumière sur cette famille canine qui existait sûrement sous les pharaons et dont les divers bassets allemands seraient également issus : une branche de chiens petits, au corps allongé mais ferme, à la tête large, de caractère franc et honnête. Le Västgötaspets, lui, est arrivé en Suède, mais on ne sait pas quand ni comment.[réf. nécessaire]
L'histoire des premières exportations de ce chien depuis la Suède est mieux connue. Les Vikings y jouèrent sans doute un rôle important, et peut-être même sont-ils responsables du périple égypto-suédois de la race. Vraisemblablement, ils la disséminèrent dans toute la Scandinavie et l'introduisirent, à partir du IXe siècle, dans les différentes régions où ils débarquèrent, en Europe et jusqu'en Islande.[réf. nécessaire]
Guillaume le Conquérant, désireux d'améliorer l'artisanat de son royaume, fait venir des tisserands flamands, mais aussi des Scandinaves qui amenèrent avec eux leurs familles et leurs chiens, dont des Västgötaspets. Implantés au pays de Galles, les Västgötaspets auraient contribué à la naissance du welsh corgi.[réf. nécessaire]
L'origine du vallhund suédois est débattue. Une première hypothèse considère que c'est une race authentiquement suédoise. La seconde hypothèse considère que le vallhund suédois est rapporté d'Angleterre en Suède par les Vikings. Les recherches cynologiques modernes tendent à montrer que la race s’est développée en Suède.

### L'élevage auXXesiècle
Au début des années 1940, le comte Björn von Rosen apprend l'existence de ce petit chien de berger et en entreprend l'inventaire. Il commence un programme d'élevage à partir d'une population de type homogène vivant dans la région du Västergötland et notamment dans les plaines du Vara. Le comte fait inscrire le vallhund suédois en tant que race suédoise. La race est reconnue par le Kennel Club Suédois en 1943 puis par la Fédération Canine Internationale en 1948.
Le comte Björn Von Rosen se serait souvenu des petits chiens de ferme qu'il avait connus dans sa jeunesse quand il passait ses étés dans la région de Västergötland. Afin de retrouver ces chiens, il passa une annonce dans un journal local pour savoir si quelqu'un avait vu ou connaissait ces chiens. L'enseignant Karl-Gustav Zetterstén lui répondit et demanda à ses élèves de chercher ces chiens. Ils prirent leurs vélos et fouillèrent les environs, plus précisément autour de la ville de Vara. Topsy, une femelle née en 1930 fut alors découverte : trop âgée pour se reproduire, elle servit cependant de modèle pour la rédaction du premier standard de la race. Avec elle, trois autres femelles (dont sa fille Vivi et sa petite-fille Tessan, née en 1940) et un mâle Mopsen (né en 1938 et père de deux portées nées en 1943) furent considérés comme étant dans le type de la race. Ils furent présentés à l'exposition de Gothenburg et les juges décidèrent qu'ils représentaient une race à part entière.[réf. nécessaire]
Le premier nom attribué à la race fut Svensk Vallhund, il changea en 1953 pour Västgötaspets. Avant 1943, la race n'avait pas de nom, ils étaient juste appelés « hunn » (« chien » dans le dialecte local).

### Développement mondial
En 1974 le premier Västgötaspets arriva en Grande-Bretagne, puis en 1984 aux États-Unis[réf. nécessaire].
En France, la première femelle est importée de Grande-Bretagne en 1988 par Mme Thomas, une éleveuse. En même temps, Alex, un mâle suédois, arrivait en France grâce à sa propriétaire, Mme Klimsha. En août 1989, la première portée française est née : trois mâles et une femelle, venus agrandir les rangs de l'élevage de Mme Thomas. Une Suédoise a elle aussi introduit des Vallhunds.
De chien de berger il est devenu principalement chien de compagnie. La race semble bien appréciée en Grande-Bretagne, puisque ses effectifs y sont les mêmes qu'en Suède. En Suède, le cheptel de ce pays s'élève à environ sept cents individus[réf. nécessaire].

## Standards

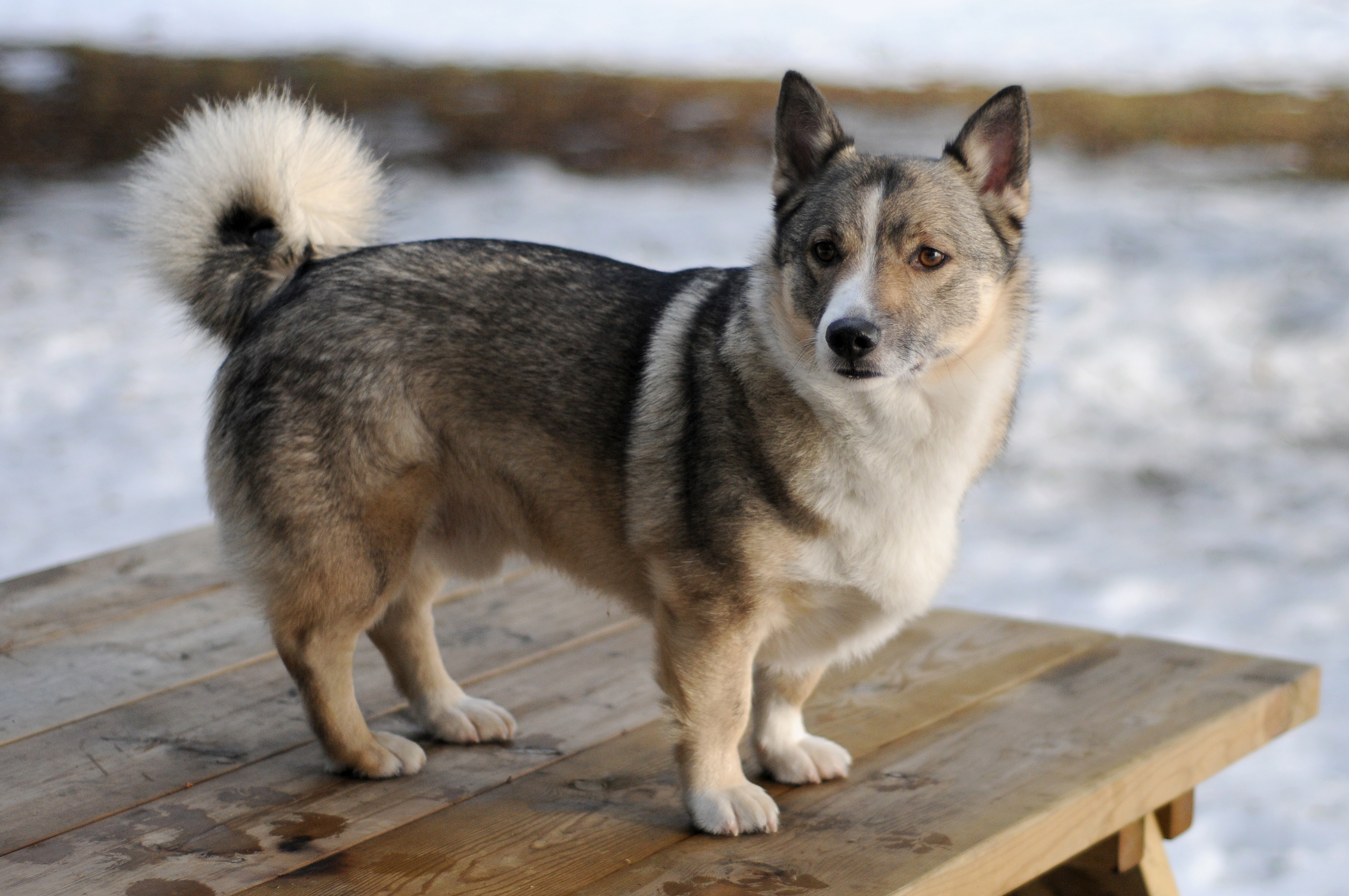
Un vallhund suédois.

Le vallhund suédois est un petit spitz court sur pattes et puissant. Il existe deux types de queue : la queue longue ou la queue naturellement courte dont les dimensions peuvent varier. Le port de la queue n'est pas spécifié dans le standard. De taille moyenne, les yeux sont de forme ovale et de couleur brun foncé. Les oreilles sont de dimension moyenne, de forme triangulaire, dressées. Le pavillon de l’oreille est dur, couvert de poil lisse et mobile. 
De longueur moyenne, le poil de couverture est dur, serré et bien couché avec un sous-poil doux et très dense. Le poil est court sur la tête et la partie antérieure des membres. Il peut s'allonger sur le cou, la poitrine et la partie postérieure des membres. Les couleurs de la robe sont le gris, le brun-grisâtre, le jaune-grisâtre, le jaune-rougeâtre et le brun-rougeâtre. Le museau, la gorge, la poitrine, le ventre, les fesses, les pieds et les jarrets peuvent présenter une couleur plus claire. Les marques plus claires sur les épaules, appelées « marques du harnais », et sur les joues sont recherchées. Des poils plus foncés sont visibles sur le dos, le cou et les côtés du corps. Le blanc est admis en petite quantité tel qu’une liste étroite, une tache sur le cou ou un léger collier.

## Caractère
Le standard FCI décrit le vallhund suédois comme un chien vigilant, énergique, sans peur et vif.

## Utilité

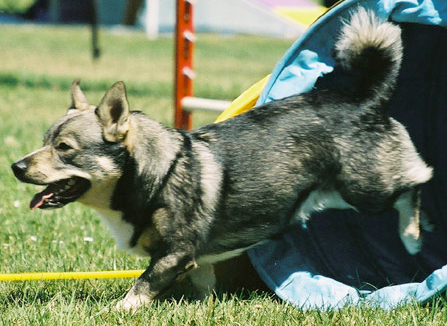
Vallhund suédois lors d'un concours d'agility.

Le vallhund suédois est à l'origine un chien de berger pour la conduite des troupeaux. Il est également apprécié comme chien de compagnie.